# Smittia wirthi
Smittia wirthi är en tvåvingeart som beskrevs av Freeman 1961. Smittia wirthi ingår i släktet Smittia och familjen fjädermyggor. Inga underarter finns listade i Catalogue of Life.